# ویلیام ویلبرفورس
ویلیام ویلبرفورس (انگلیسی: William Wilberforce; ۲۴ اوت ۱۷۵۹ – ۲۹ ژوئیهٔ ۱۸۳۳) یک سیاستمدار اهل بریتانیا و رهبر جنبش لغو برده‌داری در این کشور بود. ویلبرفورس کار سیاسی را در سال ۱۷۸۰ آغاز کرد و از ۱۷۸۴ تا ۱۸۱۲ نمایندهٔ مستقل حوزهٔ انتخابیهٔ یورکشایر در مجلس عوام بود. او در سال ۱۷۸۵ به مسیحیت انجیلی گروید که باعث شد تغییرات عمده‌ای در سبک زندگی و دغدغه‌اش نسبت به اصلاح امور ایجاد شود.
ویلبرفورس در سال ۱۷۸۷ با توماس کلارکسون و گروهی از فعالان مدنی مخالف با تجارت برده آشنا شد از جمله گرانویل شارپ، هانا مور و چارلز میدلتون. آن‌ها ویلبرفورس را متقاعد کردند که آرمان لغو برده‌برداری را راهبری کند و ویلبرفورس مدت کوتاهی پس از آن رهبر جنبش لغو برده‌داری در بریتانیا شد. او سرپرست کارزاری در پارلمان بریتانیا بود که به مدت ۲۰ سال با تجارت برده مخالفت کرد و تلاش‌های مستمر آن‌ها نهایتاً به تصویب قانون لغو برده‌داری در سال ۱۸۰۷ انجامید.
ویلبرفورس معتقد بود مذهب، اخلاق و آموزش اهمیت بسیار بالایی دارند. او حامی آرمان‌ها و کارزارهایی مانند «انجمن سرکوب گناه»، اقدامات میسیونری در هندوستان، ایجاد مستعمرهٔ آزاد در سیرالئون، تأسیس جامعهٔ هیئت‌های تبلیغی کلیسا و «جامعهٔ پیشگیری از بی‌رحمی با حیوانات» بود. محافظه‌کاری ویلبرفورس باعث می‌شد او از برخی قوانین که از نظر سیاسی و اجتماعی جنجالی و مورد اختلاف بودند حمایت کند و همین امر باعث می‌شد این انتقاد را نسبت به او مطرح کنند که بی‌عدالتی را در وطن خود نادیده می‌گیرد اما برای حمایت از بردگان کشورهای دیگر مبارزه می‌کند.
طی سالیان بعد، ویلبرفورس از کارزار لغو کامل برده‌داری حمایت کرد تا سال ۱۸۲۶ که به خاطر بیماری از پارلمان استعفا داد. این کارزار نهایتاً منجر به تصویب قانون لغو برده‌داری ۱۸۳۳ شد که برده‌داری را در بخش اعظم امپراتوری بریتانیا لغو می‌کرد. ویلبرفورس تنها سه روز پس از شنیدن این خبر که تصویب قانون مذکور در پارلمان قطعی شده، از دنیا رفت. پیکر او را در کلیسای وست‌مینستر، نزدیک به دوستش ویلیام پیت جوان‌تر، به خاک سپردند.